# Фиалка лысая
Фиа́лка лы́сая, или Фиалка све́рху-го́лая (лат. Víola epipsíla) — вид двудольных растений рода Фиалка (Viola) семейства Фиалковые (Violaceae). Вид описан ботаником Карлом Христианом Фридрихом фон Ледебуром.

## Описание

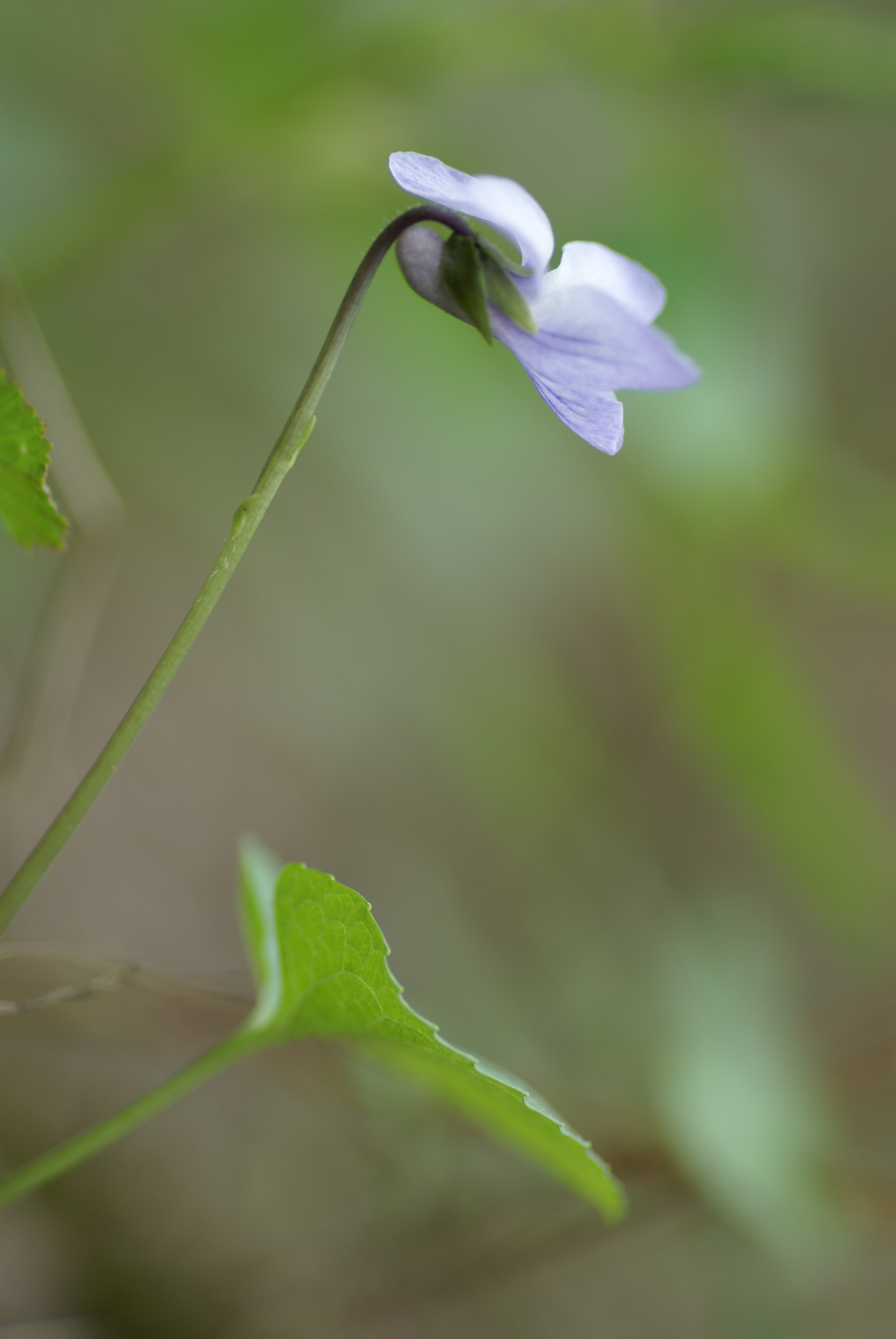
Фиалка лысая

Фиалка лысая — многолетнее растение. Высота стебля от 8 до 15 см. Корневище тонкое ползучее членистое.
Листья слегка закруглены; верхняя часть листа гладкая, на обратной стороне — особенно по жилкам — при осмотре под лупой видно опушение (признак, отличающий от фиалки болотной).
Цветки светло-фиолетовые или беловатые, размером 1,5—2 см с наличием шпорцев, со слабым запахом. Нижний лепесток с фиолетовыми прожилками. Прицветники расположены выше середины цветоноса. Цветёт с мая по июнь.
Плод — продолговатая коробочка длиной около 1 мм. Плодоношение в июле.
Размножение семенное и вегетативное, при помощи столонов.
Считается реликтовым растением.

## Распространение и среда обитания
Ареал фиалки обширен: вид произрастает преимущественно в Финляндии и в России, а также встречается в некоторых других странах Европы и даже в Северной Америке (особенно на территории США).
Растёт, как правило, в торфяных болотах.

## Охранный статус
Несмотря на широкое распространение, фиалка лысая занесена в Красную книгу Польши как исчезающий вид (категория «CR»).